# Criminal Trap
Criminal Trap är ett musikalbum av kängpunkbandet Anti Cimex, släpptes 1986 på Distraught records. Det finns en osäkerhet kring om skivan verkligen heter Criminal Trap eller om den är självbetitlad.

## Låtarna på albumet
1. Prelude E-Minor
2. Criminal Trap
3. Time To?
4. Make My Day
5. Smell Of Silence
6. Painkiller
7. Set Me Free